# Eustephia
Eustephia is een geslacht van bolgewassen uit de narcisfamilie (Amaryllidaceae). De soorten komen voor in Peru en Bolivia.

## Soorten
- Eustephia armifera J.F.Macbr.
- Eustephia coccinea Cav.
- Eustephia darwinii Vargas
- Eustephia hugoei Vargas
- Eustephia kawidei Vargas
- Eustephia longibracteata Vargas

... · 
Acis · 
Amaryllis · 
Boophone · 
Clivia · 
Crinum (Haaklelie) · 
Galanthus (Sneeuwklokje) · 
Hippeastrum · 
Hymenocallis · 
Leucojum (Narcisklokje) · 
Narcissus (Narcis) · 
Pancratium · 
Scadoxus · 
Sprekelia · 
Sternbergia · 
...